# Xã Alamo, Quận Montgomery, Arkansas
Xã Alamo (tiếng Anh: Alamo Township) là một xã thuộc quận Montgomery, tiểu bang Arkansas, Hoa Kỳ. Năm 2010, dân số của xã này là 166 người.